# Itteville
Itteville település Franciaországban, Essonne megyében. Lakosainak száma 6674 fő (2022. január 1.). Itteville Vert-le-Petit, Cerny, Ballancourt-sur-Essonne, Baulne, Bouray-sur-Juine és Saint-Vrain községekkel határos.

## Népesség
A település népességének változása:
| Lakosok száma | 6659 | 6676 | 6712 | 6585 | 6537 | 6522 | 6638 | 6603 | 6674 |
|               | 2013 | 2015 | 2016 | 2017 | 2018 | 2019 | 2020 | 2021 | 2022 |